# Janine Magnan
 (février 2012).
Si vous disposez d'ouvrages ou d'articles de référence ou si vous connaissez des sites web de qualité traitant du thème abordé ici, merci de compléter l'article en donnant les références utiles à sa vérifiabilité et en les liant à la section « Notes et références ».
Pour les articles homonymes, voir Magnan.
Janine Magnan est une comédienne, réalisatrice et dramaturge française, née le 5 avril 1938 à Grenoble (Isère) et morte le 24 janvier 2012 à Lucerne (Suisse).

## Biographie
Janine Magnan naît le 5 avril 1938 à Grenoble, ville où sa tante Simone Magnan (1927-1994), Prix de Rome 1954 de sculpture, enseigne pendant dix-huit ans la sculpture aux Beaux-Arts. Nous lui devons notamment, peut-être en hommage à Guillaume Apollinaire, La Femme assise, qui est exposée au Jardin des Plantes de Grenoble.
Après avoir étudié le chant lyrique au conservatoire de Grenoble, puis la comédie au Cours René Simon et au Cours Catherine Brieux, Janine Magnan commence une carrière de comédienne, en jouant le rôle principal de tous les premiers films de Claude Lelouch. Elle joue ensuite dans d’autres films, ainsi que dans des téléfilms et des séries télévisées. Elle devient assistante de réalisation (aux Films 13 et pour Jean-Pierre Mocky, sur le film Litan : La cité des spectres verts), puis présentatrice de l’émission Caméra les bains, de Gérard Sire. Janine Magnan passe à la réalisation, en tournant deux courts-métrages : Le Pays des poètes : Yves Martin et Les Petits Princes.
Elle s'intéresse ensuite à l’écriture, notamment de feuilleton télévisé (Arpad le Gitan), d’émission pour la jeunesse (Les Dents de lait), de scénarios et, surtout, de pièces de théâtre : Après tout c’est moi qui meurt, Alerte cosmique, Doux Voleur merci, Le Ciel s’envoie en l'air et Bien-aimée Mary, l'œuvre testamentaire.
Elle meurt le 24 janvier 2012 à Lucerne, en Suisse, à l'âge de 73 ans, des suites d'une longue maladie. Elle est incinérée.

## Filmographie

### Cinéma
- 1959 : Madame conduit
- 1960 : Le Propre de l'homme de Claude Lelouch
- 1961 : La Vie de château de Claude Lelouch (film inachevé)
- 1962 : L'Amour avec des si de Claude Lelouch
- 1963 : La Femme spectacle de Claude Lelouch
- 1964 : Une fille et des fusils de Claude Lelouch
- 1965 : Les Grands Moments de Claude Lelouch (film inédit, les copies ayant été détruites par Claude Lelouch)
- 1968 : La Vie, l'Amour, la Mort de Claude Lelouch
- 1982 : Tir groupé de Jean-Claude Missiaen
- 1982 : Le Démon dans l’île, de Francis Leroi
- 1983 : La vie est un roman d’Alain Resnais

### Télévision

#### Téléfilms
- Le Soleil de Palicorna de Philippe Joulia, adapté du roman homonyme de Jacques Peuchmaurd

#### Séries télévisées
- Les Cinq Dernières Minutes, série créée par Jacques Audoir
- Joli Cœur, de Gérard Espinasse
- Les Ferrailleurs des Lilas, de Jean-Paul Sassy

#### Feuilletons télévisés
- Marie Pervenche, de Claude Boissol